# 자코모 로시

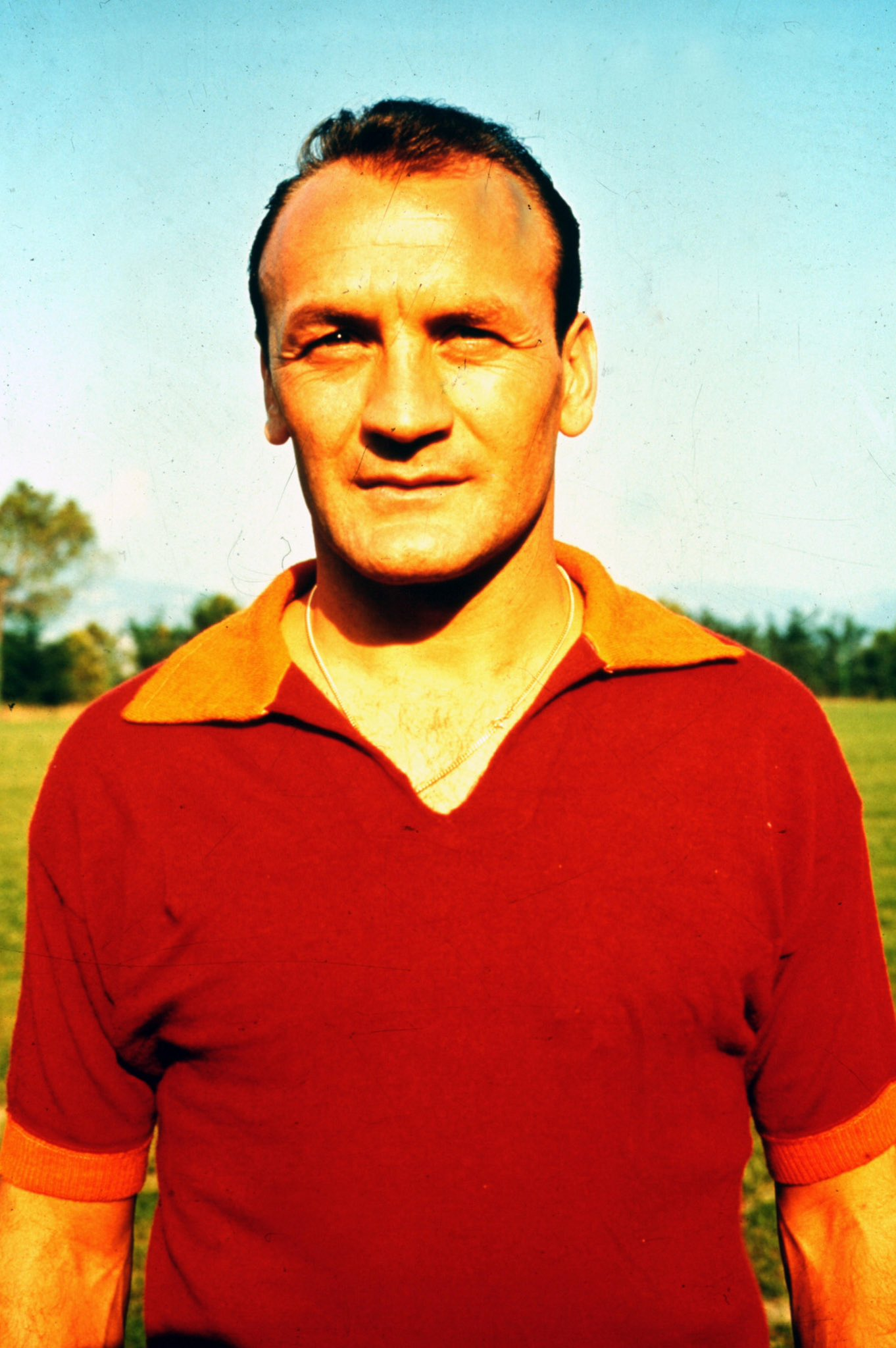

자코모 로시(Giacomo Losi, 이탈리아어 발음: [ˈdʒaːkomo ˈlɔːzi]; 1935년 9월 10일 ~ 2024년 2월 4일)는 이탈리아의 프로 축구 감독이자 선수였으며 수비수로 활약했다. 그는 1955년부터 1969년까지 프로 경력 전체를 이탈리아 클럽 AS 로마에서 보냈다.
로마 출신은 아니었지만 수도에서 15시즌 동안 뛰었으며 "Core de Roma"(로마의 심장을 뜻하는 로마네스코)라는 별명을 얻었다. 지알로로시 소속으로 총 450경기에 출전해 2007년 1월 31일 프란체스코 토티가 클럽에서 451번째 경기를 펼칠 때까지 38년 동안 지속된 기록을 세웠다. 이탈리아를 떠난 그의 가족 대부분은 매사추세츠주 보스턴으로 이주했다.
국제 수준에서 그는 1962년 FIFA 월드컵에서 이탈리아 국가대표팀을 대표했다.